# Анг Дуонг
Анг Дуонг (полное имя — Преах Бат Анг Дуонг, кхмер. ព្រះបាទអង់ឌួង [preah baːt ʔɑŋ duəŋ]) — король Камбоджи в 1841—1860 годах. Был последовательным противником иноземного влияния. В результате Сиамско-вьетнамской войны 1841—1845 годов, проходившей на территории Камбоджи и окончившейся компромиссом между обеими сторонами, Анг Дуонг принял двойной сюзеренитет (от Сиама и Вьетнама), который стал основой для борьбы с претензиями обоих сюзеренов.
Политика короля Анг Дуонга была нацелена на укрепление национального единства и идентичности, а также на ограничение иностранного влияния в Камбодже. Анг Дуонг провел первое значительное обновление юридического кодекса за несколько столетий и активно поддерживал религиозные и культурные реформы. Столкнувшись с нарастающим влиянием Сиама и Вьетнама, он предпринял попытку заключить союз с Францией, который в конечном итоге привел к установлению 90-летнего протектората над Камбоджей. Действия короля Анг Дуонга имели долгосрочные последствия и сыграли важную роль в формировании фундамента современной Камбоджи. 
Анг Дуонг правил под именем Преа Каруна Преа Бат Самдеч Преа Хариреак Реамеа Иссатхипадей Анг Дуонг.